# Łeszczyn
Łeszczyn – wieś w Polsce, położona w województwie łódzkim, w powiecie sieradzkim, w gminie Złoczew.
| SIMC    | Nazwa    | Rodzaj    |
| ------- | -------- | --------- |
| 0722590 | Jaźwiny  | część wsi |
| 0722609 | Napłatek | część wsi |

W latach 1975–1998 miejscowość administracyjnie należała do województwa sieradzkiego.
Są to dawne dobra folwarku Burdynowskich.